# 大森朔衞

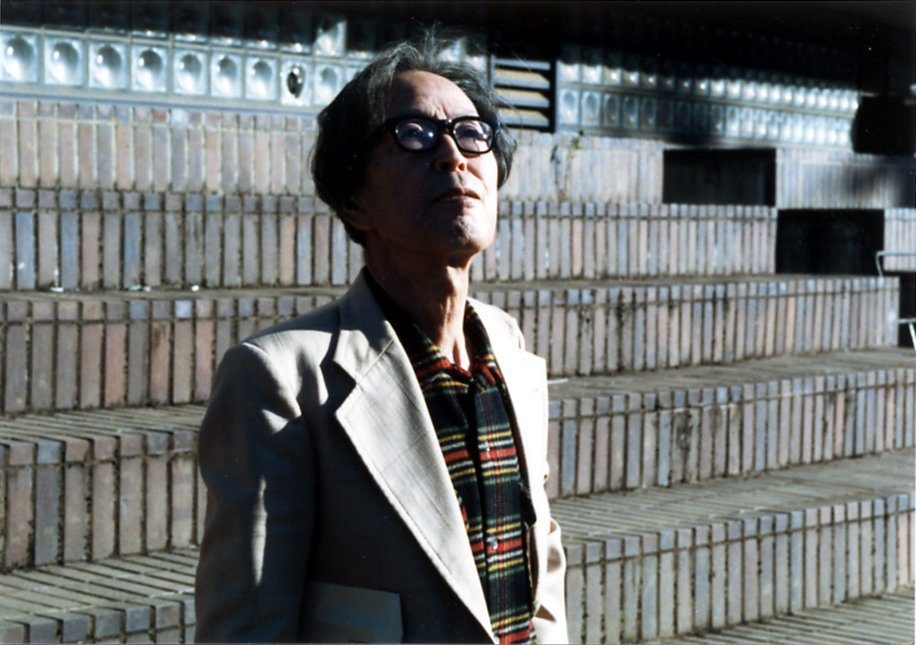
大森朔衞　1988年10月29日『大森朔衞教授展』武蔵野美術大学美術資料館前にて。

大森 朔衞（おおもり さくえ、1919年（大正8年）4月16日 - 2001年（平成13年）6月9日）は、日本の洋画家。風景を幻想的に描く作風で知られた。
香川県小豆島、高松市で育つ。絵を描くのが大好きな少年だった。石井柏亭が審査員の中国四国少年水彩画展で金賞受賞。画家になると決めたのは12歳。13歳の夏休みの早暁、屋島で五剣山の日の出を描く藤島武二に遭遇。14歳で大原美術館を訪問。親の反対を押切って18歳で上京。日本美術学校入学。公募展初入選は、1940年の独立展で21歳だった。1941年独立展・美術創作家協会入選、森芳雄に出会う。高松池田屋デパートにて初個展。1942年美術創作家協会、新制作展入選。1943年香川県知事賞受賞（審査員は猪熊弦一郎）。大日本海洋美術展海軍協会賞受賞。
3回目の召集令状で応召し、インドネシアへ出征。スマトラ島で敗戦を迎え、翌年高松に復員し全作品の焼失を知る。再び上京し新宿余丁町にアトリエを建てる。1948年自由美術協会出品作は片山哲総理を通じ社会党本部に収蔵。
荒井龍男の誘いで1950年モダンアート協会会員第一号として参加。第一回会員努力賞受賞。のち行動美術協会会員。1960年現代日本美術展K氏賞受賞。みずゑ準賞受賞。日本国際美術展・現代日本美術展に招待出品。1955年に結婚、東京都府中市にアトリエを移した。1968年から1970年まで渡欧、サン・ルイ島に住む。1980年より武蔵野美術大学教授。府中市美術館設立準備委員会では副員長を務めた。
神奈川県立近代美術館、香川県立ミュージアム、高松市美術館、今治市玉川近代美術館、府中市美術館、武蔵野美術大学美術館、大川美術館などに作品が収蔵されている。親友は木村忠太。